# Danville, Iowa
Danville là một thành phố thuộc quận Des Moines, tiểu bang Iowa, Hoa Kỳ. Năm 2010, dân số của thành phố này là 934 người.

## Dân số
Dân số qua các năm:
- Năm 2000: 914 người.
- Năm 2010: 934 người.